# Bożenna Baranowska-Dutkiewicz

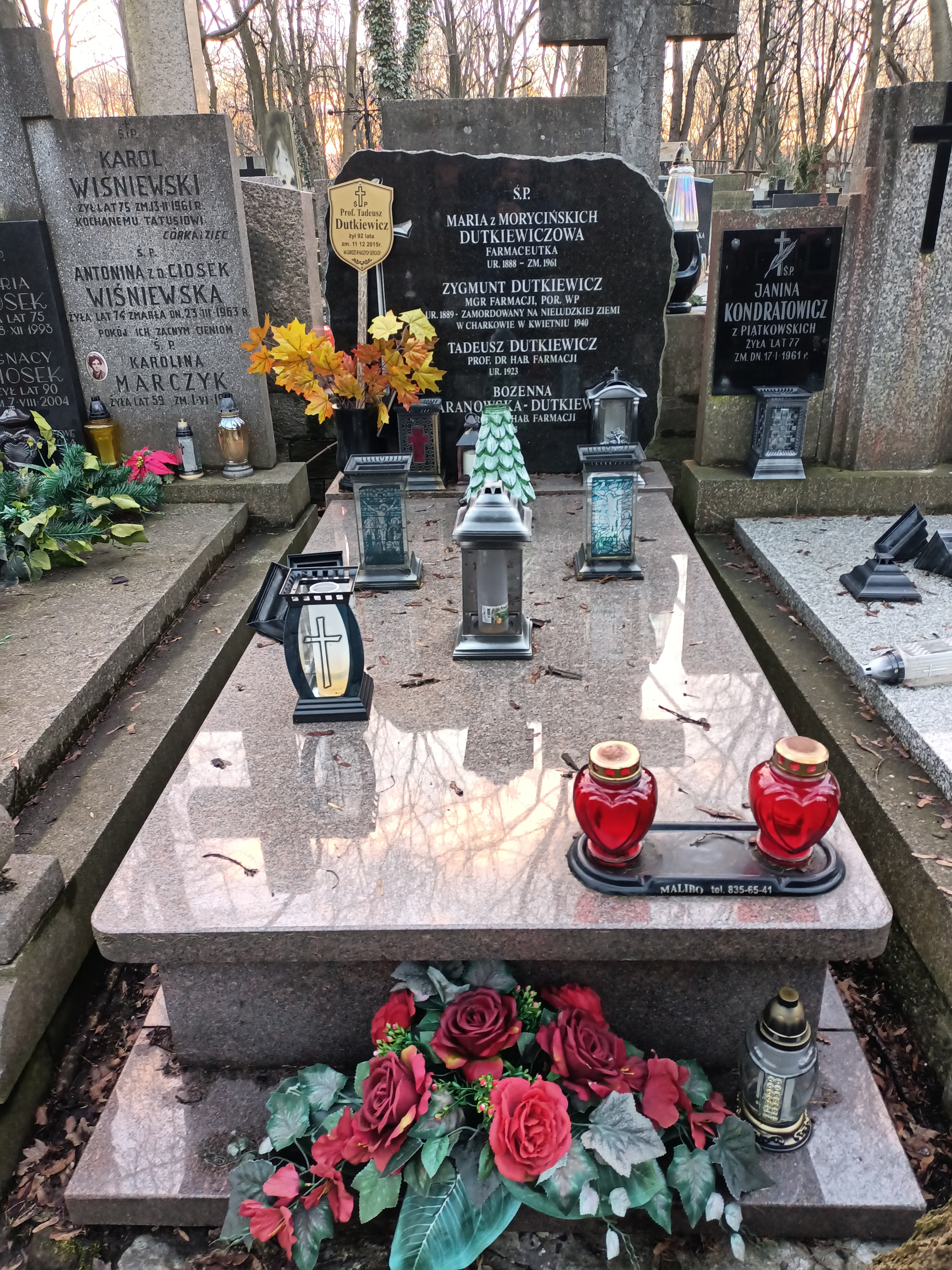
Grób Tadeusza i Bożenny Baranowskiej-Dutkiewicz na Cmentarzu Powązkowskim w Warszawie

Bożenna Baranowska-Dutkiewicz (ur. 31 października 1938, zm. 8 października 2021) – polska farmaceutka, prof. dr hab. n. farm.

## Życiorys
Obroniła pracę doktorską, następnie uzyskała stopień doktora habilitowanego. Została zatrudniona na stanowisku dziekana na Wydziale Chemii Stosowanej Wyższej Szkole Zawodowej Łódzkiej Korporacji Oświatowej, oraz była profesorem nadzwyczajnym w Wyższej Szkole Zawodowej Łódzkiej Korporacji Oświatowej.
Zmarła 8 października 2021, pochowana na Cmentarzu Powązkowskim w Warszawie.